# Poesia / Da Bambino
Poesia / Da Bambino é um compacto simples do cantor e compositor Dick Danello, de 1968.

## Faixas
| N.º            | Título                               | Duração |  |
| 1.             | "Poesia" (Mariano Detto / Don Backy) | 3:33    |  |
| 2.             | "Da Bambino" (Massimo Ranieri)       | 2:38    |  |
| Duração total: | Duração total:                       | 6:11    |  |

## Banda
- Dick Danello: voz
- Peruzzi Orquestra: todos os instrumentos